# پایانه مسافربری شمال غرب تبریز
ترمینال شمال غرب تبریز یکی از پایانه‌های مسافرتی شهر تبریز است. این ترمینال در ناحیه شمال غربی شهر تبریز و در میدان آذربایجان و در مجاورت فرودگاه بین‌المللی تبریز واقع شده‌است. ترمینال شمال غرب تبریز، انتقال مردم این شهر را به‌شهرهای شمالی استان‌های آذربایجان شرقی و آذربایجان غربی را برعهده دارد.